# Niedźwiedzia Polana

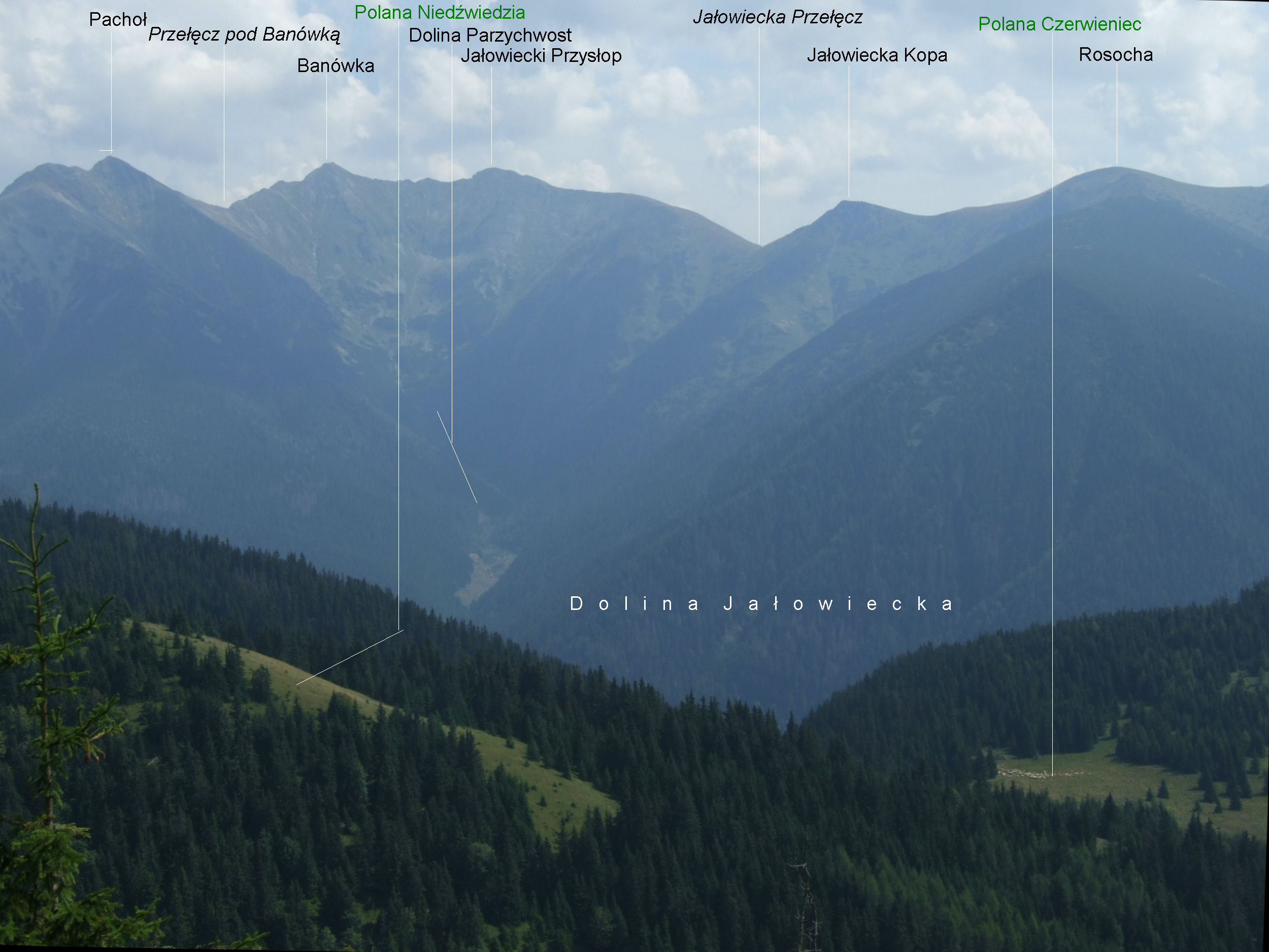
Widok z Przedwrocia

Niedźwiedzia Polana (słow. Medvedie) – polana w Dolinie Jałowieckiej w słowackich Tatrach Zachodnich. Położona jest na wysokości około 1350 m na wschodnich stokach Małej Kopy zwanymi Niedźwiedzią Uboczą. W podhalańskiej gwarze ubocz oznacza mało strome, niekamieniste zbocze góry (najczęściej trawiaste, ale także lesiste lub piarżyste). Słowo to jest rodzaju żeńskiego (ta ubocz).